# باول كرشتون
باول كرشتون (بالإنجليزية: Paul Crichton) هو لاعب كرة قدم بريطاني، ولد في 3 أكتوبر 1968 في Pontefract ‏ في المملكة المتحدة. لعب مع أستون فيلا وبرايتون أند هوف ألبيون ودارلينجتون إف سى وسويندون تاون وشيفيلد يونايتد وغريمسبي تاون وكامبريدج يونايتد ونادي أكرينغتون ستانلي ونادي بيتربورو يونايتد ونادي بيرنلي ونادي توركي يونايتد ونادي دونكاستر روفرز ونادي روذرهام يونايتد ونادي غيلينغهام ونادي كينغز لين ونادي يورك سيتي ونوتس كاونتي ونوتينغهام فورست ونورويتش سيتي ووست بروميتش ألبيون.

## وصلات خارجية
- باول كرشتون على موقع قاعدة بيانات كرة القدم.إي يو (الإنجليزية)
- باول كرشتون على موقع Soccerbase.com (لاعب) (الإنجليزية)